# Wahlkreis Tempelhof-Schöneberg 6
Der Wahlkreis Tempelhof-Schöneberg 6 ist ein Abgeordnetenhauswahlkreis in Berlin. Er gehört zum Wahlkreisverband Tempelhof-Schöneberg und umfasst den südlichen Teil des Ortsteils Mariendorf und den nördlichen Teil des Ortsteils Marienfelde.

## Abgeordnetenhauswahl 2023
Bei der Wahl zum Abgeordnetenhaus von Berlin 2023 traten folgende Kandidaten an:
| Direktkandidat                    | Partei           | Anteil der Erststimmen | Anteil der Zweitstimmen |
| --------------------------------- | ---------------- | ---------------------- | ----------------------- |
| Scott Körber                      | CDU              | 47,5 %                 | 45,6 %                  |
| Sinem Taşan-Funke                 | SPD              | 20,7 %                 | 20,0 %                  |
| Friedemann Dau                    | Grüne            | 09,6 %                 | 09,1 %                  |
| Martin Reimann                    | AfD              | 09,6 %                 | 09,6 %                  |
| Axel Bering                       | FDP              | 04,1 %                 | 04,8 %                  |
| Harald Gindra                     | Die Linke        | 03,7 %                 | 03,8 %                  |
| Gabriella Perotto                 | Tierschutzpartei | 03,0 %                 | 02,4 %                  |
| Johannes Linke                    | Die PARTEI       | 01,2 %                 | 00,8 %                  |
| Jonas Attner                      | dieBasis         | 00,6 %                 | 00,4 %                  |
| –                                 | Sonstige         | –                      | 03,5 %                  |
| Wahlberechtigte: 31.519 Einwohner |                  |                        |                         |
| Wahlbeteiligung: 63,1 %           |                  |                        |                         |

## Abgeordnetenhauswahl 2021
Bei der im Nachhinein für ungültig erklärten Wahl zum Abgeordnetenhaus von Berlin 2021 traten folgende Kandidaten an:
| Direktkandidat                    | Partei           | Anteil der Erststimmen | Anteil der Zweitstimmen |
| --------------------------------- | ---------------- | ---------------------- | ----------------------- |
| Scott Körber                      | CDU              | 33,1 %                 | 30,9 %                  |
| Sinem Taşan-Funke                 | SPD              | 26,5 %                 | 25,2 %                  |
| Friedemann Dau                    | Grüne            | 11,0 %                 | 10,6 %                  |
| Martin Reimann                    | AfD              | 09,2 %                 | 09,1 %                  |
| Axel Bering                       | FDP              | 08,9 %                 | 09,0 %                  |
| Harald Gindra                     | Die Linke        | 04,3 %                 | 04,5 %                  |
| Gabriella Perotto                 | Tierschutzpartei | 03,9 %                 | 02,2 %                  |
| Johannes Linke                    | Die PARTEI       | 01,6 %                 | 01,0 %                  |
| Jonas Attner                      | dieBasis         | 01,6 %                 | 01,0 %                  |
| –                                 | Team Todenhöfer  | –                      | 01,3 %                  |
| –                                 | Sonstige         | –                      | 05,2 %                  |
| Wahlberechtigte: 32.036 Einwohner |                  |                        |                         |
| Wahlbeteiligung: 74,1 %           |                  |                        |                         |

## Abgeordnetenhauswahl 2016
Bei der Wahl zum Abgeordnetenhaus von Berlin 2016 traten folgende Kandidaten an:
| Direktkandidat                    | Partei           | Anteil der Erststimmen | Anteil der Zweitstimmen |
| --------------------------------- | ---------------- | ---------------------- | ----------------------- |
| Florian Graf                      | CDU              | 32,1 %                 | 29,5 %                  |
| Ingo Siebert                      | SPD              | 25,2 %                 | 24,2 %                  |
| Sebastian Baetke                  | AfD              | 16,4 %                 | 15,7 %                  |
| Anja Schillhaneck                 | Grüne            | 10,4 %                 | 09,2 %                  |
| Holger Krestel                    | FDP              | 08,6 %                 | 09,3 %                  |
| Carsten Schulz                    | Die Linke        | 05,5 %                 | 05,4 %                  |
| Michael Delfs                     | Piraten          | 01,7 %                 | 01,1 %                  |
| –                                 | Tierschutzpartei | 0–                     | 01,8 %                  |
| –                                 | Graue Panther    | 0–                     | 01,0 %                  |
| –                                 | Sonstige         | –                      | 02,8 %                  |
| Wahlberechtigte: 33.313 Einwohner |                  |                        |                         |
| Wahlbeteiligung: 67,0 %           |                  |                        |                         |

## Abgeordnetenhauswahl 2011
Bei der Wahl zum Abgeordnetenhaus von Berlin 2011 traten folgende Kandidaten an:
| Name                              | Partei           | Anteil der Erststimmen | Anteil der Zweitstimmen |
| --------------------------------- | ---------------- | ---------------------- | ----------------------- |
| Florian Graf                      | CDU              | 43,7 %                 | 40,2 %                  |
| Manuela Harling                   | SPD              | 31,3 %                 | 27,0 %                  |
| Ralf Kühne                        | Grüne            | 13,9 %                 | 13,4 %                  |
| ?                                 | pro Deutschland  | 04,6 %                 | 01,6 %                  |
| Christine Scherzinger             | Die Linke        | 03,6 %                 | 02,9 %                  |
| Hans Wiese                        | FDP              | 02,2 %                 | 02,3 %                  |
| ?                                 | BüSo             | 00,9 %                 | 00,2 %                  |
| –                                 | Piraten          | –                      | 06,1 %                  |
| –                                 | NPD              | –                      | 02,0 %                  |
| –                                 | Tierschutzpartei | –                      | 02,0 %                  |
| –                                 | Sonstige         | –                      | 02,3 %                  |
| Wahlberechtigte: 30.256 Einwohner |                  |                        |                         |
| Wahlbeteiligung: 62,8 %           |                  |                        |                         |

## Abgeordnetenhauswahl 2006
Bei der Wahl zum Abgeordnetenhaus von Berlin 2006 traten folgende Kandidaten an:
| Direktkandidat                    | Partei    | Anteil der Erststimmen | Anteil der Zweitstimmen |
| --------------------------------- | --------- | ---------------------- | ----------------------- |
| Manuela Harling                   | SPD       | 33,7 %                 | 29,0 %                  |
| Rainer Ueckert                    | CDU       | 39,9 %                 | 34,8 %                  |
| Malte Priesmeyer                  | FDP       | 10,7 %                 | 11,4 %                  |
| Renate Giese                      | Grüne     | 08,5 %                 | 08,8 %                  |
| Gert Julius                       | Die Linke | 02,9 %                 | 03,1 %                  |
| Sonstige                          | Sonstige  | 04,4 %                 | 12,9 %                  |
| Wahlberechtigte: 30.227 Einwohner |           |                        |                         |
| Wahlbeteiligung: 62,7 %           |           |                        |                         |

## Frühere Wahlkreissieger
Direkt gewählte Abgeordnete des Wahlkreises Tempelhof-Schöneberg 6 waren bis heute:
| Jahr | Name           | Partei | Anteil der Erststimmen |
| ---- | -------------- | ------ | ---------------------- |
| 2023 | Scott Körber   | CDU    | 47,5 %                 |
| 2021 | Scott Körber   | CDU    | 33,1 %                 |
| 2016 | Florian Graf   | CDU    | 32,1 %                 |
| 2011 | Florian Graf   | CDU    | 43,7 %                 |
| 2006 | Rainer Ueckert | CDU    | 39,9 %                 |

Der Wahlkreis wurde zur Abgeordnetenhauswahl 2006 im Bereich Mariendorf / Marienfelde neu angelegt, da dem Bezirk Tempelhof-Schöneberg aufgrund seiner Einwohnerzahl ein zusätzlicher Wahlkreis zugeteilt wurde.